# Salačova Lhota
Salačova Lhota är en ort i Tjeckien.   Den ligger i regionen Vysočina, i den centrala delen av landet, 70 km sydost om huvudstaden Prag. Salačova Lhota ligger 573 meter över havet och antalet invånare är 134.
Terrängen runt Salačova Lhota är platt åt sydväst, men åt nordost är den kuperad. Runt Salačova Lhota är det glesbefolkat, med 18 invånare per kvadratkilometer. Närmaste större samhälle är Pacov, 6,1 km söder om Salačova Lhota. Trakten runt Salačova Lhota består till största delen av jordbruksmark.

## Galleri

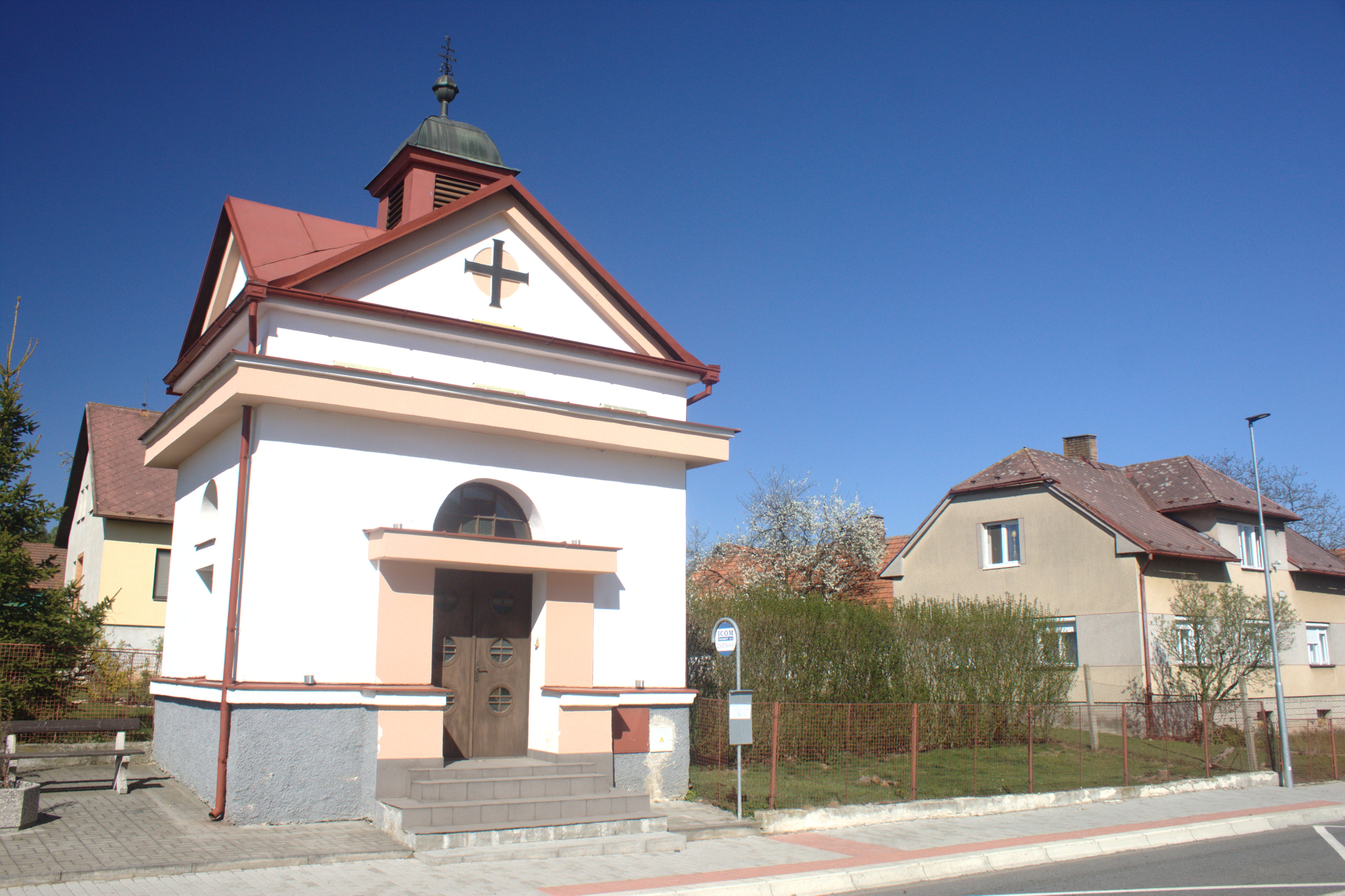
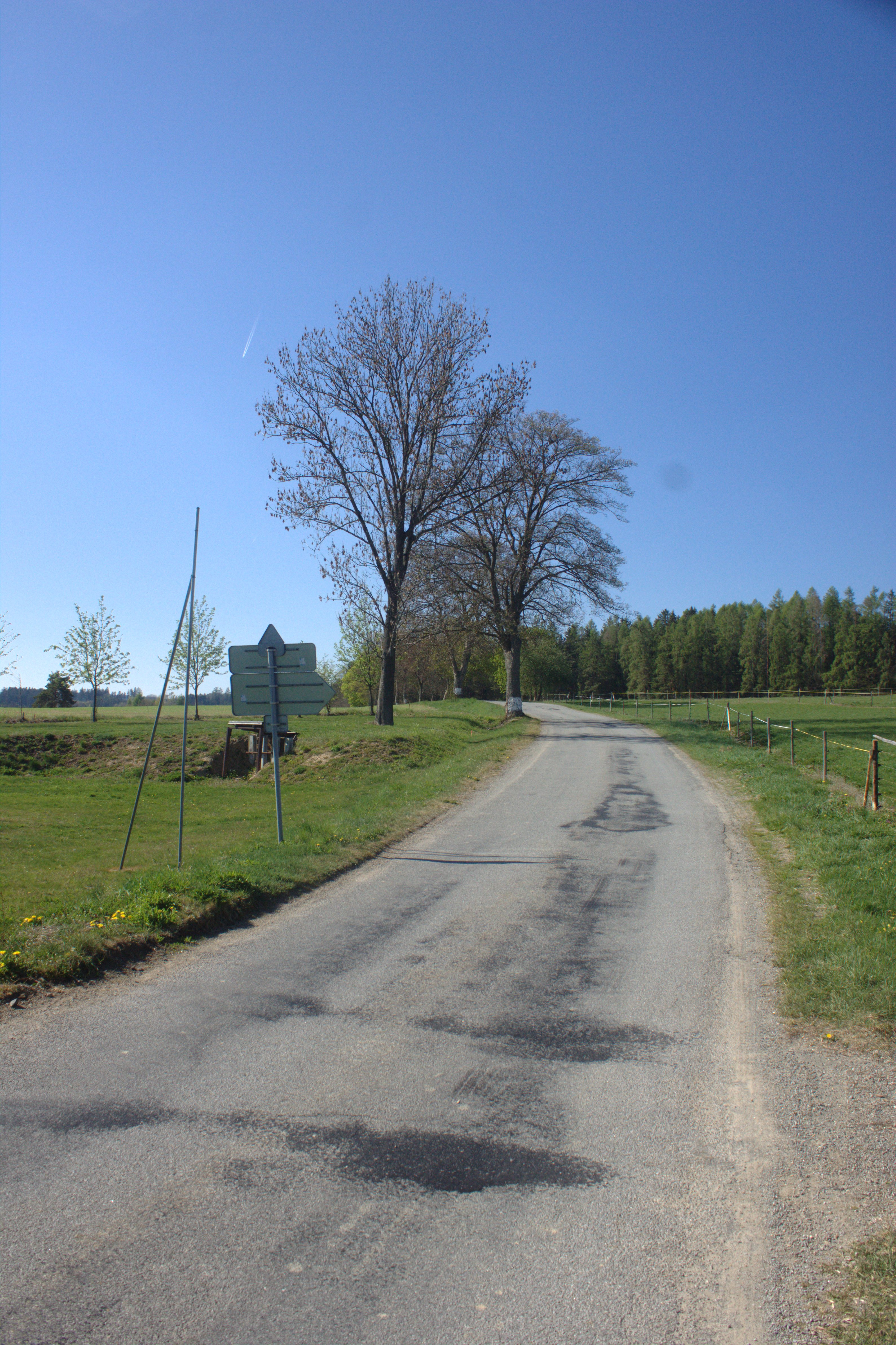
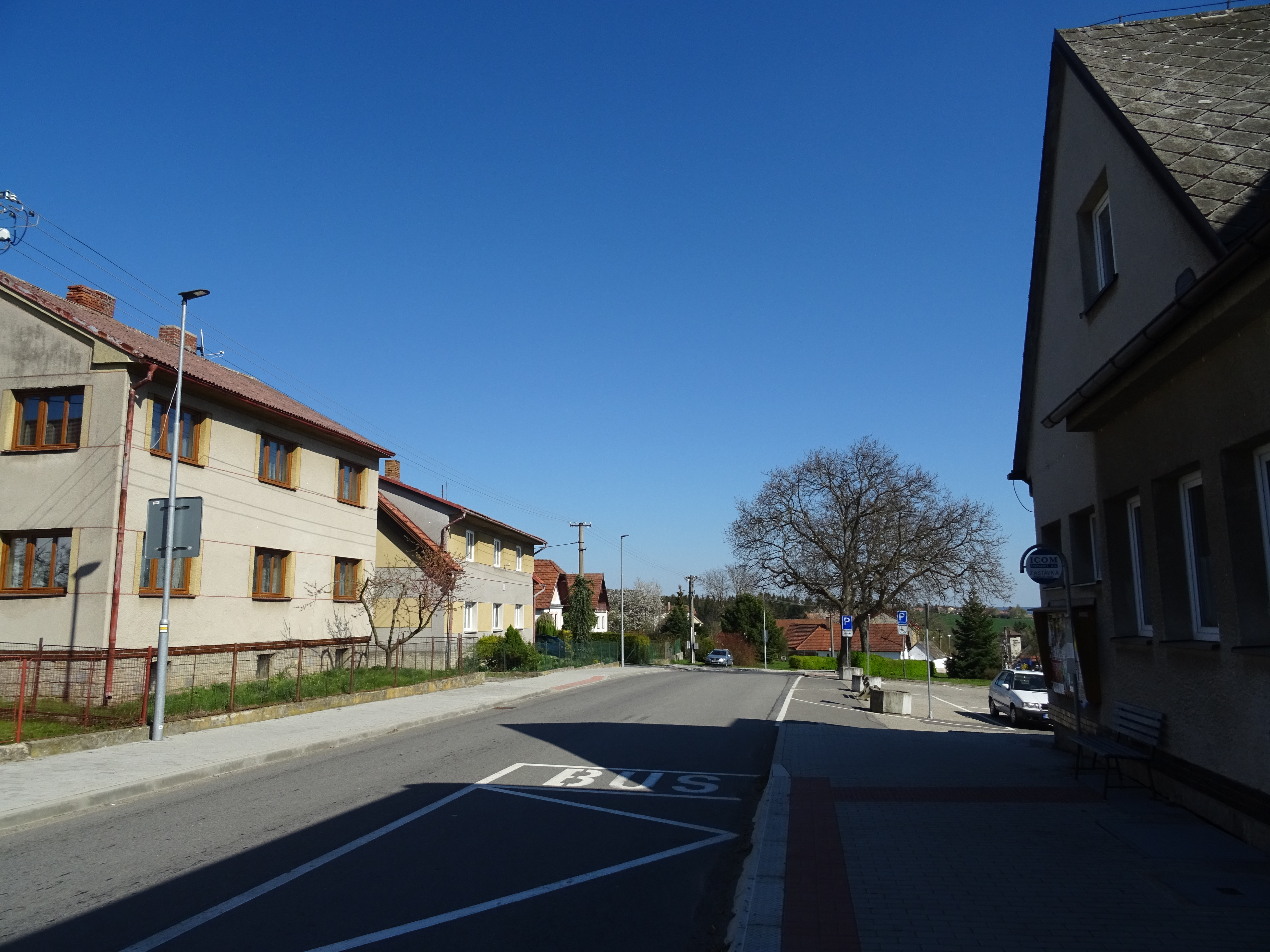